# كريستيان أندريه
كريستيان أندريه (بالفرنسية: Christian André)‏ (14 أغسطس 1950 فرنسا - ) هو لاعب كرة قدم فرنسي، يلعب كمهاجم.

## روابط خارجية
- كريستيان أندريه على موقع قاعدة بيانات كرة القدم.إي يو (الإنجليزية)
- كريستيان أندريه على موقع ليكيب (الفرنسية)